# Celes Chere
Celes Chere es un personaje de ficción del videojuego de RPG Final Fantasy VI. Antes de unirse al grupo, se la conocía como General Celes, y trabajaba para el Imperio. La modificaron genéticamente para fortalecerla y hacerla todavía más destructiva en las batallas con magias, convirtiéndose así en el segundo Caballero Magitek.

## Historia
Celes nació en Vector, la capital del Imperio. Fue instruida por Cid Márquez como un Caballero Magitek. Su infancia transcurrió al servicio del Imperio, e hizo algunos actos terribles en contra de su voluntad (como arrasar y reducir a cenizas la ciudad de Maranda).
Celes aparece por primera vez en un flashback de Terra, junto con sus compañeros Kefka y Leo, pero el jugador no sabe todavía quién es. Habrá que esperar a que Locke la rescate del campamento de Figaro Sur, en el sótano de la casa de un hombre adinerado
Si bien Final Fantasy VI no cuenta con un protagonista principal a lo largo de su historia, Es Celes la primera que controlaremos en la segunda parte del juego, en el Mundo de la Ruina. 
Alcanzará también un gran protagonismo en la memorable escena de ópera en que interpreta María, cantando 'Aria di Mezzo Carattere'.

## Parámetros
Los parámetros de Celes están bastante equilibrados. Tiene buenos atributos tanto mágicos como físicos. Su equipamiento es bastante similar al de Terra. Utiliza espadas, mazas y algunas dagas como armas, y puede equiparse armaduras pesadas, otras específicas para mujer y otras de mago, así como todo tipo de escudos. El único objeto que Terra puede equiparse y Celes no es la Capa de Algodón y en el port para Game Boy Advance, el arma de Terra, Apocalipsis (Celes tiene la suya propia, 'Salve a la Reina').

## Síntesis
Celes cuenta con el comando especial "Síntesis", con el cual puede absorber hechizos, convirtiéndolos en Puntos Mágicos para ella. Puede absorber hechizos tanto de enemigos como de compañeros. El comando Síntesis solo lo podrá utilizar si tiene alguna espada compatible con esta habilidad equipada. En caso contrario, aparecerá de color grisáceo y no se podrá utilizar.
- Datos: Q11680647
- Multimedia: Celes Chere / Q11680647